# 면학회
면학회(勉學會)는 1906년 황해도 안악에서 설립된 애국 계몽단체이다.

## 개요
최광옥을 중심으로 김용제, 최명식(崔明植), 임택권(林澤權), 김홍량(金鴻亮) 등과 함께 1906년 11월에 설립되었다.

## 목적
- 국권회복을 위한 운동을 도모
- 청소년들을 계몽하여 민족자립사상을 고취
- 교육 장려, 새로운 학교 설립, 교사 양성
- 농사기술 개량, 공업 장려, 산업진흥 도모

## 활동
- 1907년 면학서포(勉學書鋪)를 설립하여 출판과 서점을 운영하였다.황해도 지방을 중심으로 책을 공급하고, 수익금 역시 면학회에서 필요한 도서를 구입하였다.
- 김구가 책임자로 있는 양산학교(楊山學校)와 공동 주최로 1907년부터 매년 사범강습회를 개최하였다. 3년간 약 1,000명이 교육을 수료하여 학교 설립과 교사로서 역할을 이어갔다.
- 지역 각지의 학교들과 연합 대운동회를 개최하여 친목과 단결정신, 민족의식 함양 등을 도모하였다.
- 안악을 중심으로 황해도 전역으로 활동이 넓어졌으나, 일제의 방해가 심해지면서 1909년 해서교육총회(海西敎育總會)로 이름을 바꾸어 활동을 이어갔다.
- 1911년 105인 사건으로 지도자 모두가 검거되면서 활동이 중단됐다.

## 참고 자료
- 한국민족문화대백과사전: https://encykorea.aks.ac.kr/Article/E0018187
- 김구, 《백범일지》 (서문당, 1973)
- 안악군지 (안악군민회, 1976)
- 최이권, 최광옥략전과 유저문제 (동아출판사, 1977)